# Jan Buchwald
Jan Buchwald est un metteur en scène et réalisateur polonais né le 20 mars 1950, directeur de plusieurs théâtres polonais.

## Biographie
De 2007 à 2011, il est directeur général et artistique du théâtre Powszechny de Varsovie,.
Il est chargé de cours à l'Académie de théâtre Alexandre-Zelwerowicz au département de mise en scène et à l'École nationale de cinéma de Łódź au département d'organisation de l'art cinématographique. Docteur en arts du théâtre,.